# Domenico da Piacenza
Domenico da Piacenza, auch Domenico da Ferrara (* um 1420; † um 1475) war ein italienischer Tanzmeister und Tanztheoretiker. Er war Ritter vom güldenen Sporn. In der Literatur heißt es fälschlicherweise auch Ritter vom Goldenen Vlies – einem burgundischen Orden, der nur dem europäischen Hochadel vorbehalten war. Sein Schüler Antonio Cornazzano nennt ihn Domenico da Piacenza und spricht von ihm als seinem alleinigen maestro e compatriota, was auf eine Herkunft beider Tanzmeister aus Piacenza schließen lässt. Sein Schüler Guglielmo Ebreo nennt ihn Domenico da Ferrara, wohl weil er den Großteil seines Lebens als Tanzmeister am Hof der Este in Ferrara zugebracht hatte.
Von Domenico da Piacenza stammt der erste umfangreiche Traktat zum Gesellschaftstanz, in dem die Choreografien mit Schritten und teilweise auch mit Beifügung der Musik (einstimmiger Tenor) beschrieben sind. Trotz des zweisprachigen Titels – De arte saltandi et choreas ducendi / De la arte di ballare et danzare – ist der Traktat selbst allein in Italienisch verfasst.

## Leben
Über das Leben von Domenico da Piacenza ist wenig bekannt. Zwischen 1439 und 1475 ist er immer wieder in den Lohnlisten am Hof der Este in Ferrara erwähnt. Auf Grund dieser langen Zeitspanne ist anzunehmen, dass er am Hof der Este wahrscheinlich eine feste Anstellung hatte. Ebenso lässt sich nur anhand dieser Daten auf seine Lebensdaten schließen. 1455 war er als Tänzer und Tanzmeister am Hof der Sforza in Mailand anlässlich der Hochzeit von Tristan Sforza und Beatrice d’Este, einer illegitimen Tochter von Niccolò III. d’Este, tätig. Zwischen 1455 und 1462 ist er auch an anderen Orten, wie etwa in Mailand (Sforza) und Faenza belegt. 1455 und 1462 ist er gemeinsam mit seinem Schüler Guglielmo Ebreo anlässlich von Festlichkeiten in Mailand bzw. Forlì erwähnt. Er war mit Giovanna Trotto, die einer angesehenen ferrarensischen Familie entstammte, verheiratet.

## Tanztheorie und Choreographie
Seine Tanztheorie sowie Choreographien sind in dem handschriftlichen Traktat (auf Italienisch) De arte saltandi et choreas ducendi / De la arte di ballare et danzare (Paris, Bibliothèque nationale, fonds ital. 972) überliefert. Diese nicht autographe Handschrift entstand um 1455. Die darin enthaltene Beschreibung der Choreographien ist so minutiös, dass ein Re-Choreographieren in gewissem Maße möglich ist. Abgesehen von den Balli und Bassedanze, die in seinem Traktat beschrieben sind, sind weitere Werke Domenicos auch in den Traktaten seiner Schüler Guglielmo Ebreo und Antonio Cornazzano überliefert. Auch wenn man aufgrund lediglich oberflächlicher Schrittbeschreibung (wohl weil sie als bekannt vorausgesetzt werden konnten) die Bewegungen im Einzelnen nicht definitiv nachtanzen kann, erlaubt die genaue Beschreibung der Schrittsequenzen und teilweise auch der räumlichen Bewegungsabläufe eine aufschlussreiche Analyse der Choreographien. Auffallend bei Domenico ist die große Variabilität der ausführenden Personen in den einzelnen Choreographien. Ob es sich bei dem Traktat um einen in sich logisch geschlossenen Zyklus handelt, oder ob die Choreographien nach anderen Kriterien angeordnet sind, wäre im Einzelnen noch zu untersuchen.
Domenicos Choreographien basieren auf den fünf hauptsächlichen Schritten:
- Sempio
- Doppio
- Continenza
- Ripresa
- Riverenza.

Sempio und Doppio bezeichnen Schritte nach vorwärts, mit Continenza dürfte eine seitliche Bewegungsrichtung gemeint sein, Ripresa (eigentlich das Wiederaufnehmen eines bereits ‚verlorenen’ Raumes) dürfte eine Rückwärtsbewegung bedeuten, die Riverenza findet am Platz statt. Diese Schritte werden – obwohl genaue Schrittbeschreibungen fehlen – anders als die Schritte des 16. Jahrhunderts, wie sie in den Traktaten von Caroso und Negri beschrieben sind, getanzt. Die Forschung der letzten zwanzig Jahre hat dabei durch minutiöse Analyse aller über hundert überlieferter Choreographien einige Klarheit über die Beschaffenheit der Schritte geschafft, wiewohl die meisten Schrittinterpretationen auf Hypothesen beruhen. Abgesehen von diesen fünf hauptsächlichen Bewegungsmustern gibt es noch weitere Schritte und Schrittbezeichnungen, deren Bewegungsablauf jedoch größtenteils ungeklärt ist, und für die sich eine eigene, moderne Kodifizierung entwickelt hat.
Aus den Traktaten des 15. Jahrhunderts lässt sich eine gewisse Regelhaftigkeit der Tanzkunst ableiten, die allerdings eher auf syntaktischen Funktionen basiert und nicht nach den Regeln der Dichtkunst und Verslehre gestaltet ist, wie es dann für die Tänze des 16. Jahrhunderts zutrifft. Diese Schritte können nun zu vier unterschiedlichen „Tempi“ (also Geschwindigkeiten) bzw. Taktarten, nämlich 6/4-Takt, 4/4-Takt, 3/4-Takt (eigentl. 6/8) und 2/4-Takt (eigentlich 4/8) getanzt werden. In der rhythmischen Proportion ergibt sich somit eine harmonisch logische Abfolge von 6:4:3:2 (siehe Pythagoras). Über diesen Umweg stellt sich nun eine Verbindung zwischen den harmonischen Proportionen des Mikrokosmos und Makrokosmos her. Einerseits ist der Mensch selbst aus harmonischen Proportionen zusammengesetzt, wie es etwa Albrecht Dürer in seiner Abhandlung über die menschlichen Proportionen beschrieben hat. Andererseits tanzt der Mensch stets zur Musik, deren Intervalle eben den von der Natur gegebenen Proportionen entsprechen. Schließlich tanzt der Mensch zur Musik in Räumen, welche nach musikalischen Proportionen gebaut sind (siehe auch: Leon Battista Alberti).
Die Pariser Handschrift von De la arte di ballare et danzare enthält die schlicht notierten Musikbeispiele der Tänze, die üblich auch dem Domenico zugeschrieben werden.

## Werke
BALLI (in der Reihenfolge wie im Traktat):
a) in der Bibliothèque Nationale in Paris (F-Pn) überliefert:
- Belriguardo
- Belriguardo novo
- Lioncello vecchio
- Lioncello novo
- La Ingrata
- La Gelosia
- Pinzochera
- Verçeppe
- Prigioniera
- Belfiore
- Anello
- La Marchesana
- Giove
- Figlia di Guglielmino (2 Versionen)
- Mercanzia
- Sobria
- Tesara

b) in anderen Quellen überliefert und Domenico zugeschrieben:
- Fioretto
- La Gelosia
- Lioncello vecchio (weitere Version)
- Petite Rose
- Rostiboli Gioioso

BASSEDANZE (in der Reihenfolge wie im Traktat):
a) in F-Pn überliefert:
- Daphnes
- Mignotta vecchia
- Mignotta nova
- Corona
- Zoglioxa (Zuschreibung eher ungewiss)

b) in anderen Quellen überliefert und Domenico zugeschrieben:
- Daphnes
- Febus
- Flandesca
- Fortunosa
- Reale (2 Versionen)